# تام پروتا
تام پروتا (انگلیسی: Tom Perrotta؛ زادهٔ ۱۳ اوت ۱۹۶۱) یک نویسنده، فیلم‌نامه‌نویس، و رمان‌نویس اهل ایالات متحده آمریکا است.
از فیلم‌ها یا مجموعه‌های تلویزیونی که وی در آن‌ها نقش داشته است می‌توان به بازماندگان، بچه‌های کوچک و انتخابات اشاره نمود.